# (22536) Katelowry
(22536) Katelowry est un astéroïde de la ceinture principale.

## Description
(22536) Katelowry est un astéroïde de la ceinture principale. Il fut découvert le 20 mars 1998 à Socorro (Nouveau-Mexique) par le projet LINEAR. Il présente une orbite caractérisée par un demi-grand axe de 2,72 UA, une excentricité de 0,07 et une inclinaison de 3,7° par rapport à l'écliptique.

## Compléments